# St. Petri (Magdeburg)

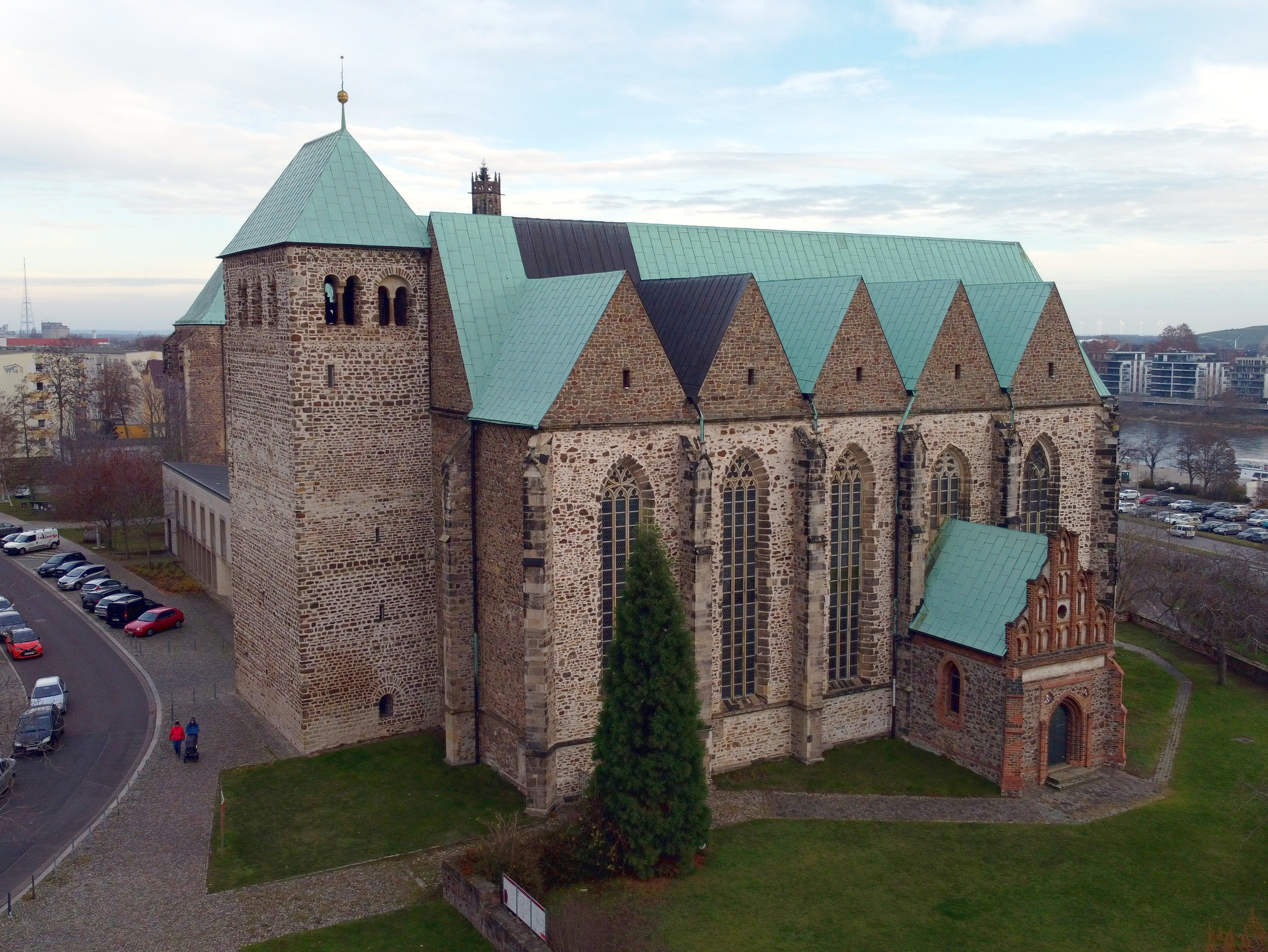
St. Petri im Luftbild von Süden

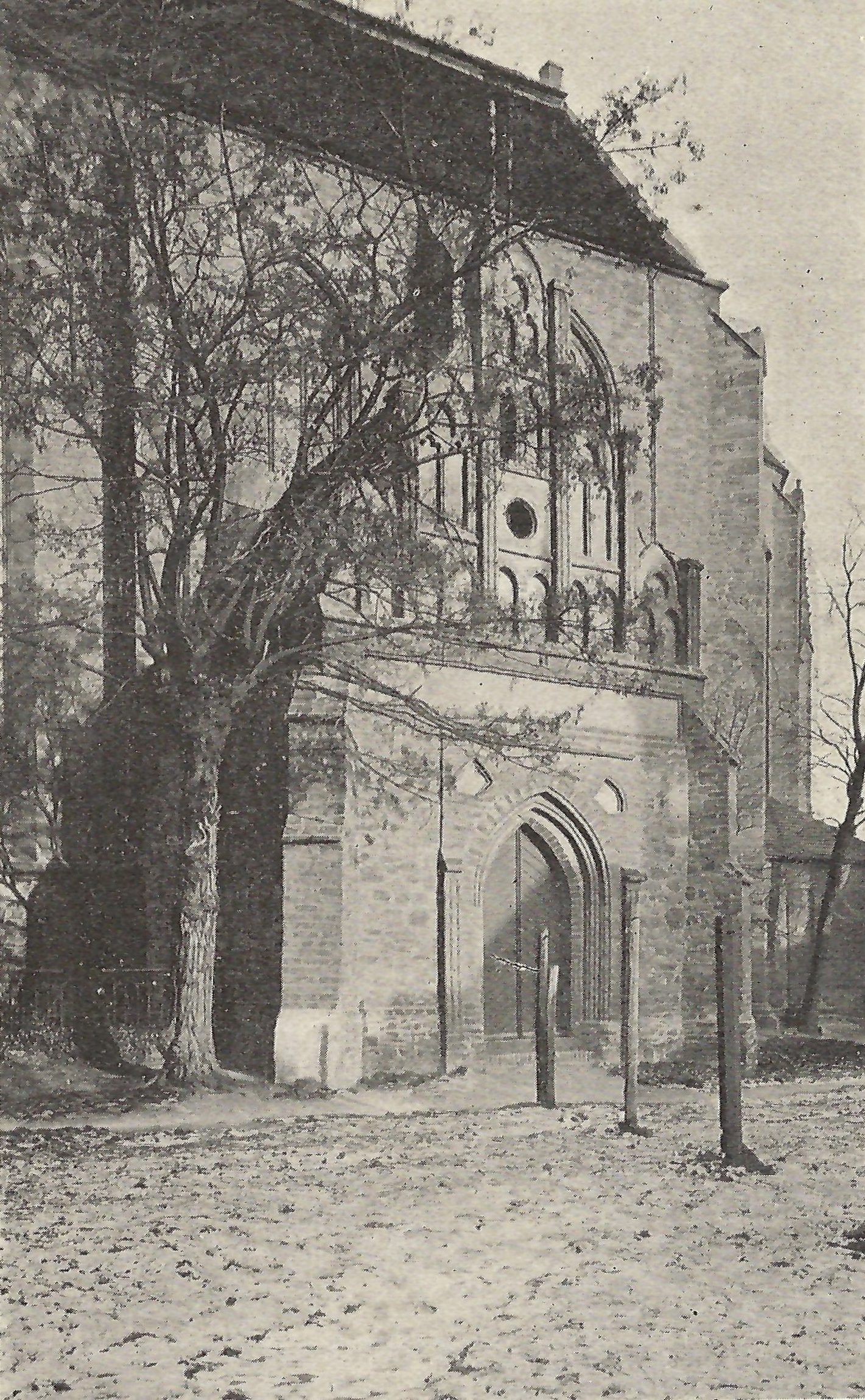
Vorhalle von St. Petri, 1902 oder früher

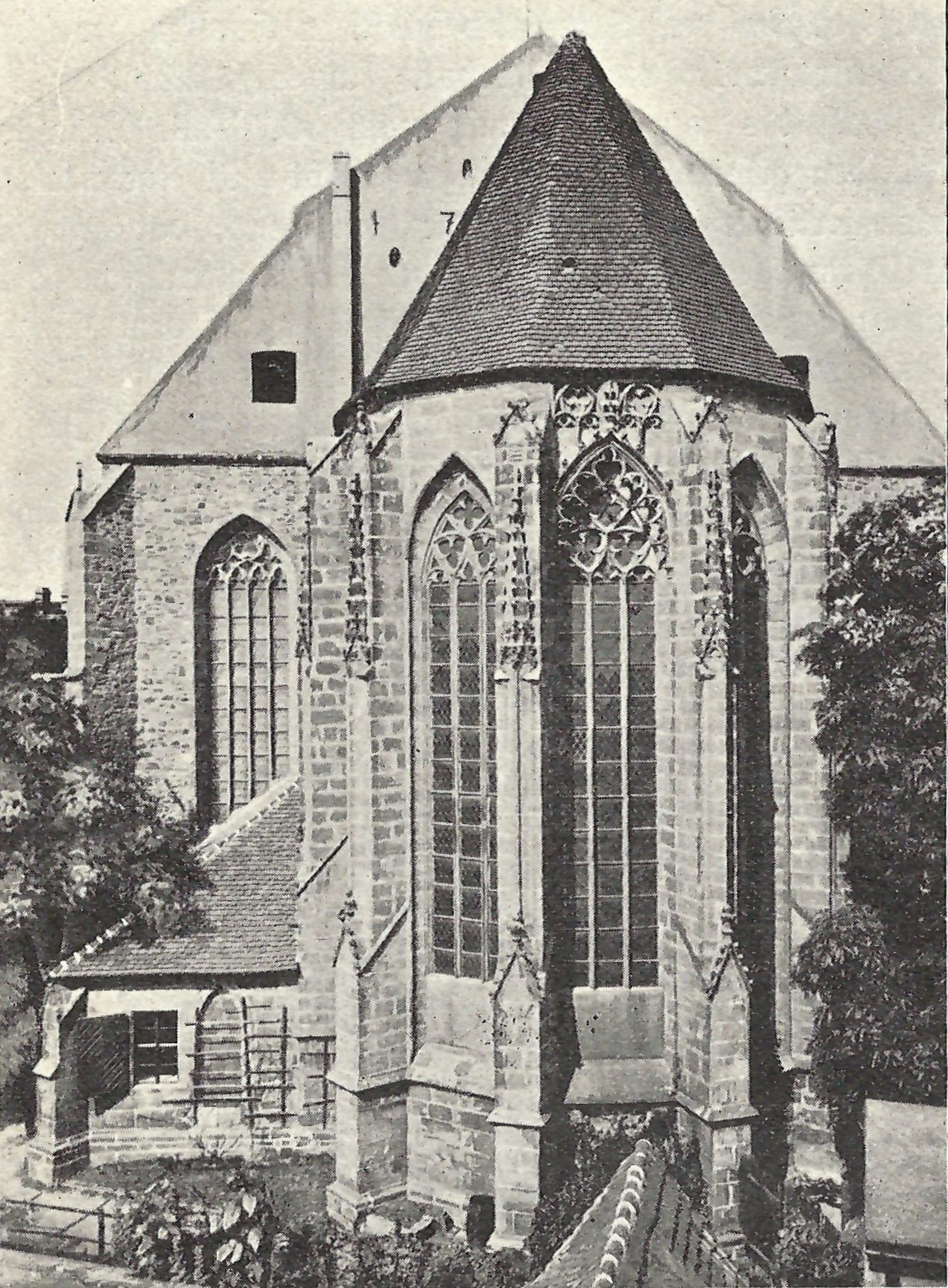
Ostseite, 1902 oder früher

St. Petri ist eine katholische Pfarrkirche in der Magdeburger Altstadt. Sie ist dem Heiligen Petrus, dem Schutzpatron der Fischer geweiht. Sie ist Teil der Straße der Romanik. Ihre Pfarrgemeinde gehört zum Dekanat Magdeburg des Bistums Magdeburg.

## Lage
Die Petrikirche befindet sich im nordöstlichen Teil der Altstadt, oberhalb des linken Ufers der Elbe auf der Ostseite der Neustädter Straße. Südlich verläuft der Petersberg, nördlich der Petrikirchgang.

## Geschichte

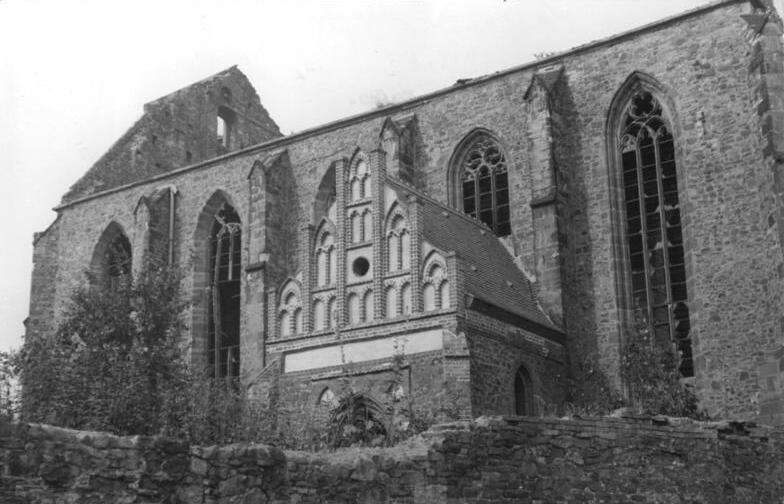
Ruine der Kirche (1952)

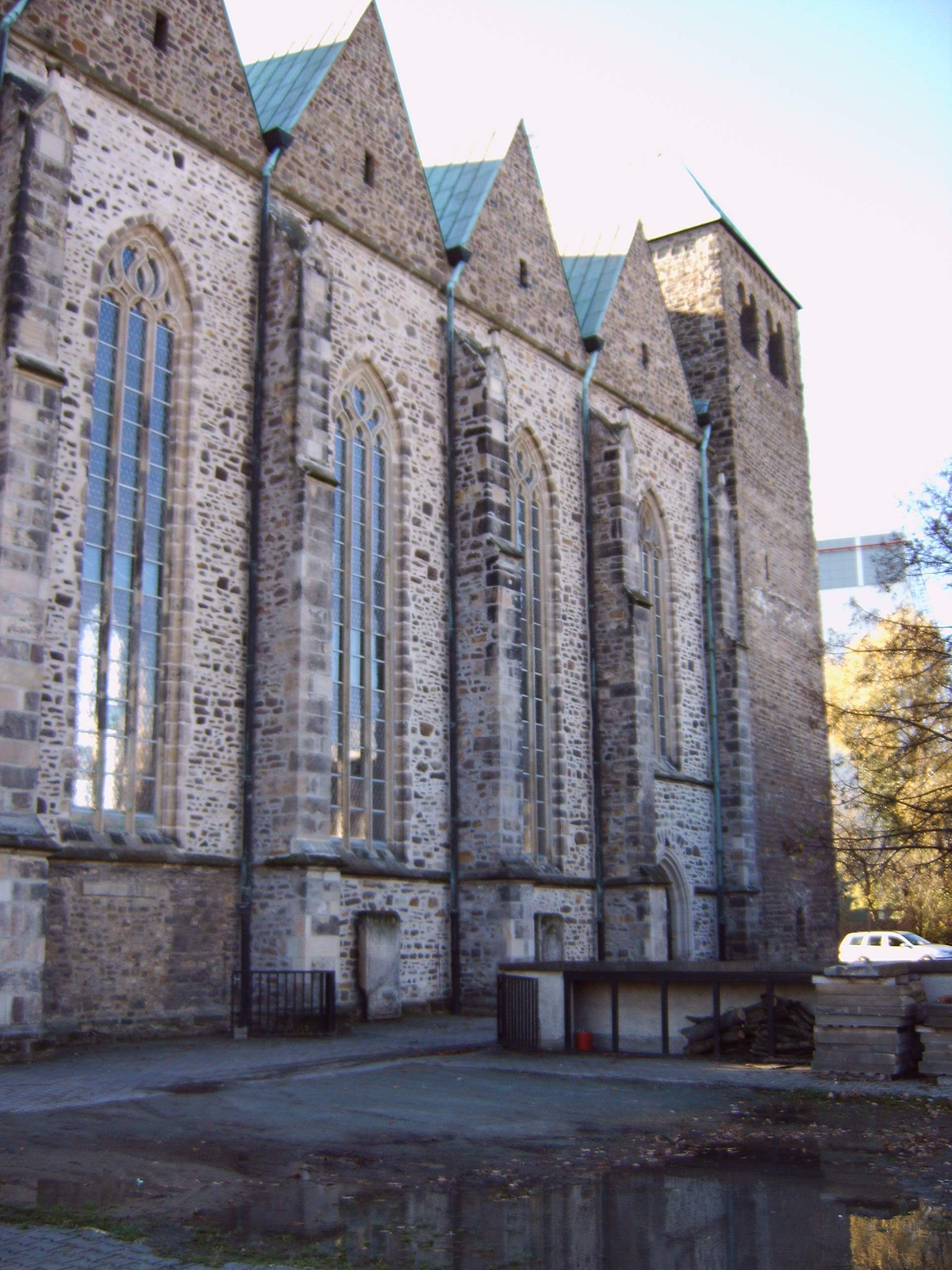
Nordseite

### Dorfkirche Frose
Die Grundsteinlegung erfolgte um 1150 auf dem Petersberg, einer Erhebung am Ufer der Elbe. Die Kirche diente als Pfarrkirche für das Fischerdorf Frose. Dorf und Fischerhafen befanden sich zu Füßen des Gebäudes, das damals noch vor den Toren und der 1022 errichteten Stadtmauer Magdeburgs lag.
Dieser erste Bau war einschiffig, verfügte über ein Langhaus mit einer flachen Holzdecke und ein niedriges Altarhaus mit quadratischer Form. An das Altarhaus schloss sich eine halbkreisförmige Apsis an. Im Westen befand sich ein aus Bruchsteinquadern errichteter Wehrturm, der noch heute erhalten ist. 1213 wurde die Kirche und das Dorf Frose, wie auch die Neustadt durch Truppen Kaiser Otto IV. zerstört, die von ihrem Heerlager bei Insleben einfielen.
Die Zerstörung der nördlichen Vororte wurde später genutzt, um eine erste Erweiterung der Stadt Magdeburg nach Norden vorzunehmen. Die neuerrichtete Stadtmauer umfasste nun auch  St. Petri und den südlichen Teil Froses. Es erfolgte etwas weiter nördlich eine Wiederaufbau der Orte Neustadt und Frose. St. Petri wurde an alter Stelle wieder errichtet.
Im Jahr 1258 erfolgte die erste urkundliche Erwähnung der Kirche. Der Chronist der Magdeburger Schöppenchronik, Heinrich von Lammesspringe, bezog im 14. Jahrhundert Pfründe als Altarist der Kirche.

### Umbau ab 1400
Um das Jahr 1400 wurde die Kirche, vermutlich auf Veranlassung des Erzbischofs Albrecht von Querfurt, zu einer dreischiffigen gotischen Hallenkirche umgebaut. Es entstand aus Sandstein eine fünfseitige Apsis, die man östlich des zunächst bestehenbleibenden Altbaus errichtete. Die Mittelachse der Kirche wurde deutlich nach Süden verlegt. Die Apsis wird wegen ihrer Gestaltung und der durch die fünf hohen, die Wände vollständig einnehmenden Fenster, erzielten Wirkung als die schönste Apsis der Magdeburger Pfarrkirchen angesehen. In den späteren Bauphasen, so beim Langhaus und beim Chor, wurde sparsamer gebaut. Überwiegend kam nun Grauwacke zum Einsatz, nur für Fenster und Verzierungen wurde weiter Sandstein verwandt.
Der ursprüngliche Turm an der Westseite blieb, aus heute nicht bekannten Gründen, auch nach Abschluss der Arbeiten am Kirchenschiff erhalten, obwohl er aufgrund der nach Süden verlagerten Mittelachse nun die Kirche nicht mehr mittig abschloss. 1480 wurden die Umbauarbeiten abgeschlossen. In dieser Zeit entstand vor dem Doppelportal des südlichen Seitenschiffes eine Vorhalle mit gotischem Backsteingiebel.

### Reformation
Im Zuge der Reformation wurde 1524 für St. Petri ein evangelischer Pfarrer gewählt. Die erste evangelische Predigt erfolgte am 17. Juli 1524. Im Jahr 1546 erhielt die Kirche ihre erste Orgel, die ursprünglich aus dem Kloster Berge stammte.

### Dreißigjähriger Krieg – Zerstörung und Wiederaufbau
Bei der Erstürmung und Zerstörung Magdeburgs im Dreißigjährigen Krieg durch kaiserliche Truppen unter Tilly am 10. Mai 1631 brannte die Kirche aus. Teile des Kreuzrippengewölbes brachen ein. Der Wiederaufbau der Kirche dauerte bis zur neuen Weihe im Jahr 1689 an. Eine neue Kanzel wurde 1685 durch Tobias Wilhelmi geschaffen.
Im Jahr 1699 erwarb die Kirchengemeinde von der St.-Ulrich-und-Levin-Kirche eine gebrauchte, 1661 entstandene Orgel. 1712 erfolgte ein Umbau des Kirchendaches, das nun als barockes Mansarddach gestaltet wurde. Von 1734 bis 1737 arbeitete Johann Heinrich Rolle als Organist an St. Petri.
Im Jahr 1763 wurde Joachim Christoph Bracke Prediger, 1765 Zweiter Prediger und 1767 Pastor und nach 15 Dienstjahren an St.-Petri 1778 zum Magdeburger Domprediger gewählt.
In der Zeit der französischen Besatzung wurde die Kirche 1813 als Salzmagazin genutzt. Mit Inkrafttreten einer neuen städtischen Begräbnisordnung wurde der Petrikirchhof 1827 geschlossen. Beerdigungen hatten nun ausschließlich auf dem Nordfriedhof stattzufinden.
Die Orgel wurde von Gerhard Wempe 1800 und Carl Böttcher 1860 umgebaut. 1914 erfolgte ein Neubau durch die Gebrüder Jehmlich im barocken Gehäuse der alten Orgel. Die neue Orgel besaß 49 Register auf drei Manualen und Pedal.

### Zweiter Weltkrieg – Zerstörung und Wiederaufbau

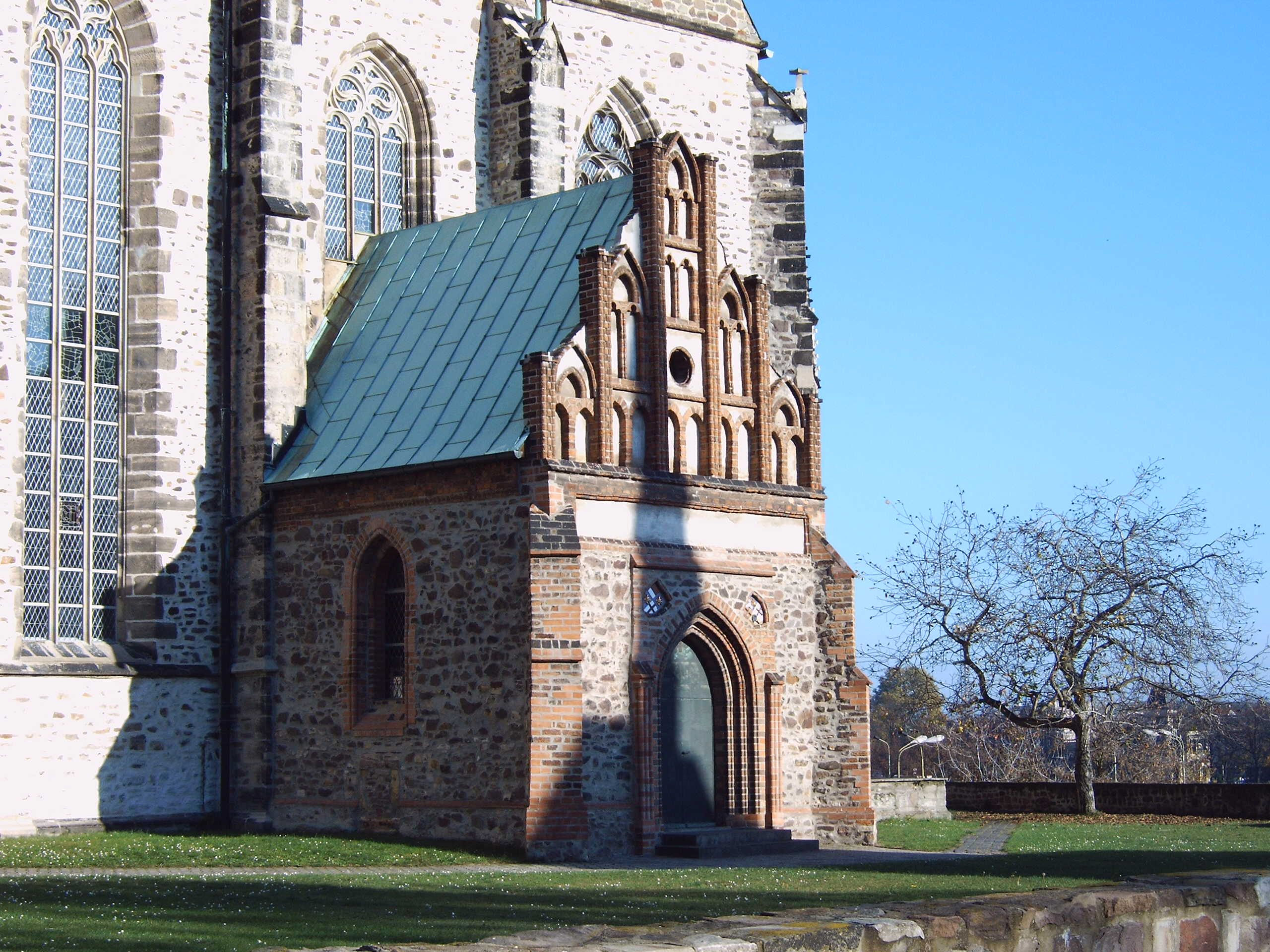
Südliche Vorhalle

Im Zweiten Weltkrieg wurde die Kirche während des großen Luftangriffs auf die Magdeburger Innenstadt am 16. Januar 1945 schwer zerstört. Lediglich der Turm und die Vorhalle wiesen nur leichtere Schäden auf.
1958 erwarb die katholische Pfarrgemeinde Sankt Sebastian die Ruine. Ab 1962 wurde dann im Rahmen der Aktion Sühnezeichen die Kirche zunächst enttrümmert und dann wieder aufgebaut. Der Bildhauer Heinrich Apel schuf 1968 mehrere Details der neuen Innenausstattung, neben liturgischen Gegenständen vor allem auch den Gewölbeschlussstein.
Am 20. November 1970 erfolgte die neue Weihe der Kirche durch den Bischof Johannes Braun.

In der folgenden Zeit wurden noch weitere Arbeiten an der Innenausstattung durchgeführt. Nach dem Einbau der 1970 von Charles Crodel geschaffenen farbigen Glasfenster, entstand 1987 eine Orgelempore. Am 18. September 1988 konnte dann die Einweihung einer Jehmlich-Orgel (op. 1061, II/P/23, mechanische Spiel- und Registertrakturen) stattfinden. Die dafür eingesetzten Zungenstimmen mussten damals von Fa. Jehmlich aus der Bundesrepublik Deutschland importiert werden. 

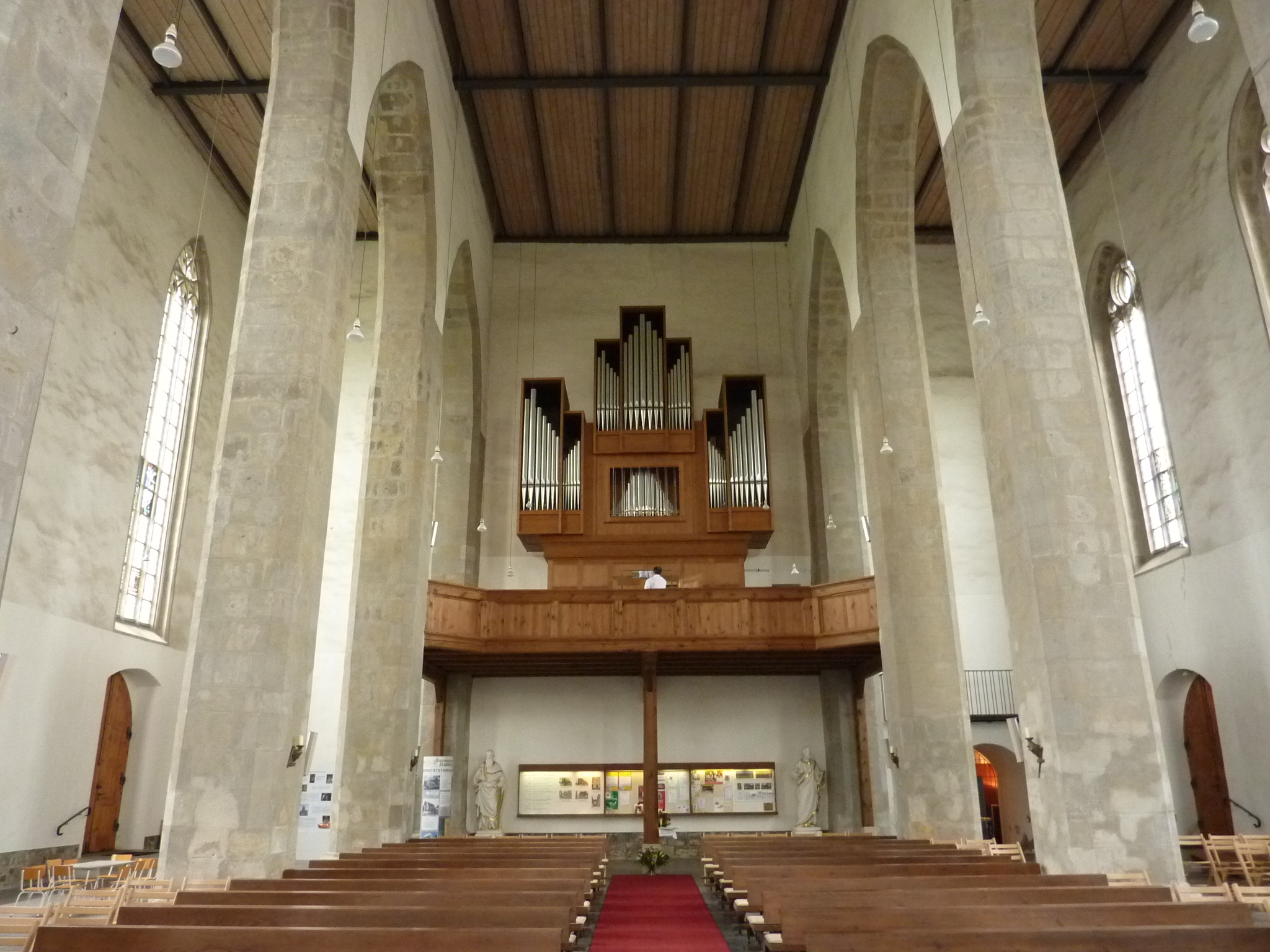
Blick nach Westen zur Orgel

Am 28. August 1999 erhielt die Kirche den Titel Katholische Universitätskirche verliehen.
Am 1. März 2006 wurde vom Bistum Magdeburg der Gemeindeverbund Magdeburg-Ost errichtet, der außer der Pfarrvikarie St. Petri auch die Magdeburger Pfarrei St. Andreas sowie die Pfarrvikarie Hl. Kreuz in Biederitz umfasste. Im November 2010 wurde aus dem Gemeindeverbund die heutige, nach dem heiligen Augustinus von Hippo benannte Pfarrei St. Augustinus, zu der die St.-Petri-Kirche heute gehört.
Von 2021 bis 2023 entstand neben St. Petri ein neues Prämonstratenserkloster für den Prämonstratenserkonvent Magdeburg. Die Universitäts- und künftige Klosterkirche soll zusammen mit dem neuen Kloster, dem Gemeindehaus und der Magdalenenkapelle einen umfassenden Atrium-Komplex bilden.

## Konzerte

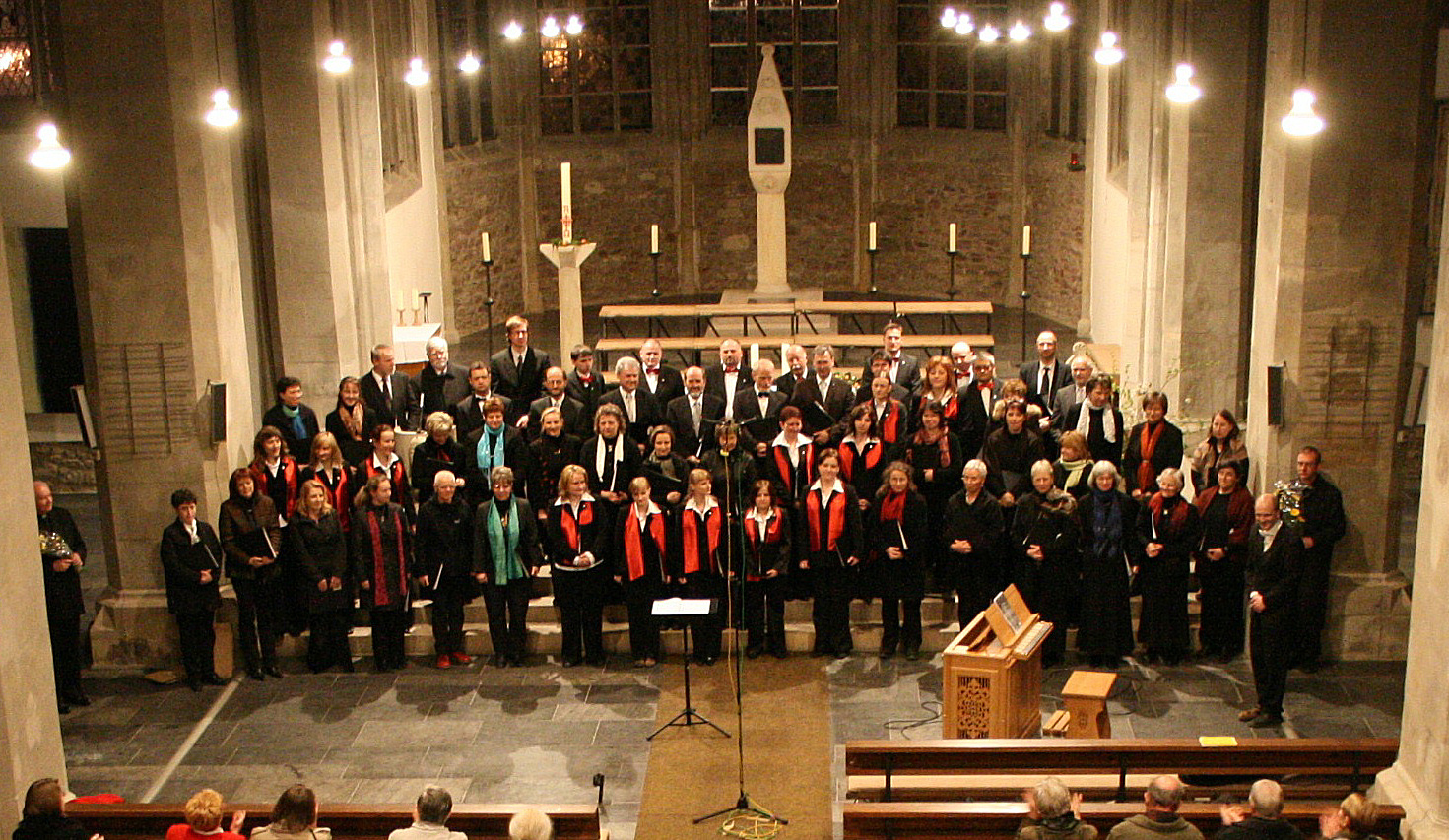
Europäische Chornacht mit dem Sancti Casimiri Cantores Radomienses und der Biederitzer Kantorei (Magdeburg, 2008)

In der Kirche werden auch Chorkonzerte veranstaltet, wie zum Beispiel die Europäische Chornacht. Diese findet seit 2001 einmal jährlich in der Zeit um den Europatag statt und bietet gemeinsame Konzerte der Biederitzer Kantorei mit Chören aus europäischen Regionen.